# ゼヴ
ゼヴ（Zev、1920年 - 1943年）はアメリカ合衆国の競走馬・種牡馬。1923年のケンタッキーダービー優勝馬で、同年のイギリスダービー優勝馬パパイラスを相手に史上初となる英米ダービー馬対決を行い、これに勝利した。1983年アメリカ競馬殿堂入り。
馬名は馬主であるハリー・シンクレアが、自身の顧問弁護士であったウィリアム・ゼヴァーリー大佐にちなんで名付けたものであった。

## 経歴
※ 特記がない限り、競走はすべてダートコース。施行距離は当時のもの。グレード制は未導入。

### 2歳時（1922年）
ゼヴのデビューはあまり華々しくなく、初戦から5戦してもまだ未勝利を脱せずにいた。初勝利を挙げたのは夏のサラトガ競馬場のことで、6戦目に迎えた8月5日の未勝利戦において、5馬身差をつけての初勝利を飾った。すると3日後の一般戦でも4馬身差をつけて連勝、さらに1週間後の一般戦では125ポンドを背負い、対戦した6頭の馬に15ポンド差の斤量差を与えながらも勝利と調子を上げてきた。
8月19日にはグランドユニオンホテルステークス（サラトガ・6ハロン）で初のステークス競走に挑戦、これに優勝した。その先には当時の2歳戦線の大競走のひとつであったホープフルステークス（サラトガ・6ハロン）が8月31日に控えていたが、ゼヴはその直前8月28日のオールバニハンデキャップにも登録され、トップハンデ126ポンドを課されながらも1番人気に支持され、それに応えて勝利した。そして本番のホープフルステークスではゴスホークという馬と並んで最重量の130ポンドを積まれての出走で、レース中盤まではその2頭が先行争いをしていたが、最後でグランドユニオンホテルステークスで3着だったダンリンという馬に抜かれて3着に敗れた。
ゼヴの同年最後の競走となったのは9月16日、当時最大の2歳戦であったフューチュリティステークス（ベルモントパーク・6ハロン）で、ここでは牝馬サリーズアレー相手に2着に敗れた。しかし同年のゼヴが稼いだ賞金は24,665ドルと2歳牡馬では最高額で、後年に同年の最優秀2歳牡馬として選定されている。

### 3歳前半（1923年）
ゼヴの3歳シーズンはフューチュリティステークスから7か月半を空けての始動で、初戦は古馬との混合戦であるポーモノクハンデキャップ（ジャマイカ・6ハロン）でこれに勝利している。その次に出走したプリークネスステークス（5月12日・ピムリコ・9ハロン）では単勝オッズ5倍と1番人気の支持を得ていたが、スタート前に他馬に蹴られたことが影響して12着と大敗している。しかしそれから3日後には再び競馬場に姿を現し、ジャマイカ競馬場のレインボーハンデキャップ（6ハロン）に勝利した。
前走から4日後の5月19日に行われたケンタッキーダービー（チャーチルダウンズ・10ハロン）にもゼヴは姿を現した。ダービー当日は21頭が集まり、最も人気を集めたのはハリー・ペイン・ホイットニーの率いる4頭がまとめて単勝3.5倍に支持され、プリークネス勝ち馬のバージルは16倍、ゼヴはさらに人気を落として20倍の穴馬扱いであった。ゼヴの鞍上を務めたアール・サンドはひたすら前に行かせることがゼヴの最善策と主張し、序盤は常に2馬身ほどのリードを保ちながら最初の2ハロンを23秒40というダービー史上最速のハイペースで飛ばしていった。この逃げたゼヴを他の馬は最後まで捉えることができず、結果ゼヴは2着のマーティンゲールに1馬身半差をつけて優勝を飾った。勝ちタイムは2分05秒40。本来、ゼヴの調教師はサミュエル・ヒルドレスが務めていたが、この競走に限り調教師名義がヒルドレスの助手であるデイビッド・レリーのものになっている。これは長年働いてきたレリーにへスポットライトを当てたかったヒルドレスの想いによるものと考えられている。
ダービーから1週間後にはウィザーズステークス（ベルモントパーク・8ハロン）に出走、ここでも再び逃げ切り勝ちを披露した。そして6月9日のベルモントステークス（ベルモントパーク・11ハロン）では8頭立ての中、ゼヴは単勝オッズ1.8倍の絶大な支持を集めた。この競走でもゼヴはスタートから勢いよく飛び出して先頭に立つと、序盤の4ハロンは2馬身のリードを取り先行、6ハロンが過ぎた頃には5馬身差まで開いていった。誰もゼヴに迫れないまま独走は続き、10ハロン通過時点のタイムである2分04秒20は、自身のダービーの勝ち時計よりも早いペースであった。最後の直線に入ってチックヴェールという馬に追い上げられるものの、それでもなお1馬身半差を保ったままゴール、父であるザフィンに次ぐ親子2代でのベルモントステークス制覇を成し遂げた。勝ちタイムは2分19秒。
ゼヴはベルモントステークスの後も短い間隔で使われ続け、クィーンズカウンティハンデキャップ、ベルモントパークでの一般戦、ローレンスリアライゼーションステークスと出走した競走それぞれで勝利を重ねていった。

### 英米ダービー馬対決（1923年）
同年8月19日、イギリスのダービーステークス優勝馬であるパパイラスの馬主・ベン・アイリッシュは、イギリス最強のパパイラスに対する挑戦者が現れたとして、アメリカ最強3歳馬との4,000ポンドの賞金を懸けた対決を行う旨を発表した。8月31日、アメリカのジョッキークラブは10月20日であれば場所をアメリカのニューヨークで用意できること、また賞金として勝者に100,000ドル、敗者に2,000ドルを用意できることを提案し、アイリッシュもこれに同意した。そして、アメリカ側の挑戦者として白羽の矢が立ったのがゼヴであった。パパイラスの側も長時間の輸送などで万全とは言えなかったが、一方のゼヴもマッチレースの2週間前に蕁麻疹を発症、回復したため事なきを得たが、一時は代わりの馬を用意することが検討されたほどであった。
10月20日の土曜日当日のベルモントパークは、前日の夜に激しく降った雨の影響で、泥沼のような状態であった。この12ハロンのマッチレースには50,000人の観衆が詰めかけ、彼らが1番人気に選んだのはパパイラスのほうであった。レースが始まって先に飛び出したのはパパイラスのほうで、しかしパパイラス鞍上のスティーブ・ドナヒューはこれを抑えてゼヴの後方に下げ、その視界に入れて進むことを選んだ。この後方につける戦略は滑りやすい路面において裏目に出て、パパイラスはゼヴに追いつけないまま、そしてゼヴはさらに突き放して5馬身差での勝利を手にした。パパイラスの調教師バジル・ジャービスは、ヒルドレス調教師に「称賛を送りたい、この競走はあなたの勝ちだ」と語りかけたという。

### 年度代表馬争い（1923年）
パパイラスとのマッチレースから少し経った10月31日にゼヴは再び競馬場に姿を現し、エンパイアシティオータムチャンピオンシップ（エンパイアシティ・8ハロン）を4馬身差をつけて優勝した。その翌戦、ラトニアチャンピオンシップ（ラトニア・14ハロン）では目下6連勝中のマイオウンという馬が出走しており、この2頭で年度代表馬争いの様相を呈するものと思われていた。しかし、この競走を制したのは穴馬インメモリアムで、ゼヴは同馬から6馬身も離された2着、マイオウンはさらに10馬身差の3着であった。
久々の敗戦後、ゼヴはピムリコ競馬場での一般戦（9ハロン）を挟んだのち、チャーチルダウンズ競馬場において先日破れたインメモリアム相手のマッチレース（10ハロン）が組まれた。このマッチレースではゼヴがインメモリアムの後方につける展開となり、最後の直線の攻防で際どい状態で並んでゴールに入ったが、結果ゼヴがハナ差で制したと判定され、雪辱を果たしている。
同年ゼヴは14戦12勝で272,008ドルを稼ぎ出し、年度代表馬に選出されている。また、馬主であるランコーカスステーブル（シンクレアの馬主名義）が同年得た総賞金額は438,849ドルで、これはジェームズ・ロバート・キーンが保持していた年間獲得賞金レコードを塗り替えるものであった。

### 4歳以降
ゼヴは翌年1924年も競走を続けたが、17戦して6勝、ステークス競走もキングスカウンティハンデキャップ（ジャマイカ・8.5ハロン）を制した程度で、3歳時ほどの戦績は挙げられなかった。この4歳シーズンで引退し、最終的な戦績は43戦23勝、獲得賞金は313,639ドルであった。
ゼヴとパパイラスの対戦は大いに興味を喚起し、国際交流競走の機運が高まったのもこの時期であった。フランスの馬主であるピエール・ヴェルテメールが、自身の持つフランスの有力馬エピナールをアメリカで出走させるイベントに承諾し、特別競走インターナショナルスペシャルシリーズが組まれた。この競走の第1戦（ベルモントパーク・9月1日・6ハロン）と第2戦（アケダクト・9月27日・8ハロン）にゼヴも出走しているが、第1戦では5着、第2戦では4着に終わり、最終戦には参戦しなかった。
その後は種牡馬となっているが、わずか2頭のステークスウイナーを出すにとどまり、失敗に終わった。

## 評価

### 主な勝鞍
1922年（2歳） 12戦5勝
グランドユニオンホテルステークス、オールバニハンデキャップ
1923年（3歳） 14戦12勝
ポーモノクハンデキャップ、ケンタッキーダービー、ウィザーズステークス、ベルモントステークス、ローレンスリアライゼーションステークス、クイーンズカウンティハンデキャップ、レインボーハンデキャップ、マッチレース（対パパイラス）、マッチレース（対インメモリアム）
1924年（4歳） 17戦6勝
キングスカウンティハンデキャップ

### 年度代表馬
- 1922年 - 全米最優秀2歳牡馬
- 1923年 - 全米最優秀3歳牡馬、年度代表馬

### 表彰
- 1983年 - アメリカ競馬名誉の殿堂博物館に殿堂馬として選定される。
- 1999年 - ブラッド・ホース誌の選ぶ20世紀のアメリカ名馬100選において56位に選ばれる。

## 血統表
| ゼヴの血統                  | ゼヴの血統                             | ゼヴの血統                             | （血統表の出典）                       | （血統表の出典） |
| 父系                        | マッチェム系                           | マッチェム系                           | マッチェム系                           | [ § 2 ]          |
| 父 The Finn 1912年 青毛     | 父の父Ogden 1894年 黒鹿毛              | Kilwarlin                              | Arbitrator                             | Arbitrator       |
| 父 The Finn 1912年 青毛     | 父の父Ogden 1894年 黒鹿毛              | Kilwarlin                              | Hasty Girl                             |                  |
| 父 The Finn 1912年 青毛     | 父の父Ogden 1894年 黒鹿毛              | Oriole                                 | Bend Or                                | Bend Or          |
| 父 The Finn 1912年 青毛     | 父の父Ogden 1894年 黒鹿毛              | Oriole                                 | Fenella                                |                  |
| 父 The Finn 1912年 青毛     | 父の母Livanita 1907年 鹿毛             | Star Shoot                             | Isinglass                              | Isinglass        |
| 父 The Finn 1912年 青毛     | 父の母Livanita 1907年 鹿毛             | Star Shoot                             | Astrology                              |                  |
| 父 The Finn 1912年 青毛     | 父の母Livanita 1907年 鹿毛             | Woodray                                | Rayon d'Or                             | Rayon d'Or       |
| 父 The Finn 1912年 青毛     | 父の母Livanita 1907年 鹿毛             | Woodray                                | Wood Nymph                             |                  |
| 母 Miss Kearney 1906年 鹿毛 | 母の父Planudes 1897年 鹿毛             | St.Simon                               | Galopin                                | Galopin          |
| 母 Miss Kearney 1906年 鹿毛 | 母の父Planudes 1897年 鹿毛             | St.Simon                               | St.Angela                              |                  |
| 母 Miss Kearney 1906年 鹿毛 | 母の父Planudes 1897年 鹿毛             | Lonely                                 | Hermit                                 | Hermit           |
| 母 Miss Kearney 1906年 鹿毛 | 母の父Planudes 1897年 鹿毛             | Lonely                                 | Anonyma                                |                  |
| 母 Miss Kearney 1906年 鹿毛 | 母の母Courtplaster 1902年 黒鹿毛       | Sandringham                            | St.Simon                               | St.Simon         |
| 母 Miss Kearney 1906年 鹿毛 | 母の母Courtplaster 1902年 黒鹿毛       | Sandringham                            | Perdita II                             |                  |
| 母 Miss Kearney 1906年 鹿毛 | 母の母Courtplaster 1902年 黒鹿毛       | Set Fast                               | Masetto                                | Masetto          |
| 母 Miss Kearney 1906年 鹿毛 | 母の母Courtplaster 1902年 黒鹿毛       | Set Fast                               | Bandala                                |                  |
| 母系(F-No.)                 | 23号族(FN:23-b)                        | 23号族(FN:23-b)                        | 23号族(FN:23-b)                        | [ § 3 ]          |
| 5代内の近親交配             | Hermit 5×4=9.38% St.Simon 3×4×5=21.88% | Hermit 5×4=9.38% St.Simon 3×4×5=21.88% | Hermit 5×4=9.38% St.Simon 3×4×5=21.88% | [ § 4 ]          |
| 出典                        | 1. 2. 3. 4.                            | 1. 2. 3. 4.                            | 1. 2. 3. 4.                            | 1. 2. 3. 4.      |